# Лісова Хартія
Лісова хартія (англ. Charter of the Forest) — статут, запроваджений англійським королем Генріхом III. Вперше хартію було опубліковано 1217 року як доповнення до Великої хартії вольностей. Потім Лісову хартію було перевидано 1225 року із незначними змінами, а згодом — об'єднано з Великою хартією вольностей у Хартії підтвердження 1297 року. Хартія відновлювала права доступу до лісів для вільних людей. Багато з її положень мали чинність упродовж століть після її прийняття.
На відміну від Великої хартії вольностей, що стосувалась прав баронів, Лісова хартія надавала можливість захистити деякі з прав простого люду від свавілля аристократії.
За часів, коли королівські ліси були єдиним потенційним джерелом пального для приготування їжі, опалення оселі тощо, ця хартія мала визначальне значення для захисту прав вільних людей. Віднині вони могли використовувати території королівських лісів для випасу худоби, збирання дров, видобутку торфу для опалення житла.
Хартія скасувала смертну кару за полювання в королівських лісах, а також скасувала тортури як менше покарання. Тепер за такі дії належало сплачувати штраф. Було утворено спеціальні суди, що мали стежити за додержанням хартії.
Деякі закони з Лісової хартії зберігали чинність до 1970-их років, а у деяких районах країни досі існують лісові суди. З цієї точки зору Лісова хартія є законом, що був чинним найдовше в історії Англії (з 1217 до 1971). Лісову хартію було замінено Законом про ліси та диких тварин 1971 року.